# Apophylia jolantae
Apophylia jolantae es un coleóptero de la familia Chrysomelidae.
Fue descrita científicamente por primera vez en 2007 por Bezdek.